# Ludwika Wawelberg

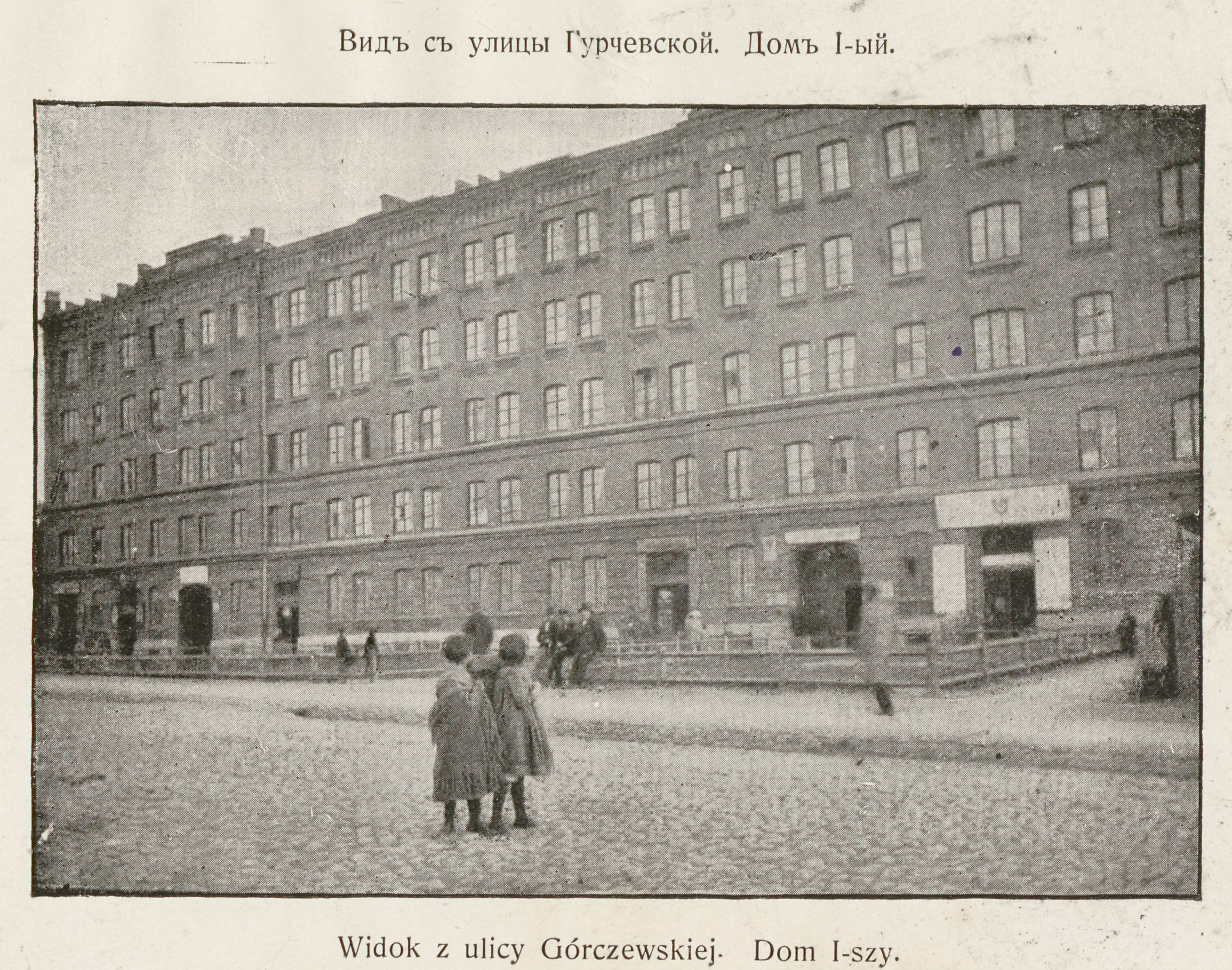
Jeden z budynków Kolonii Wawelberga, ok. 1904

Ludwika Wawelberg (ur. 15 grudnia 1852 w Warszawie, zm. 24 grudnia 1927) – polska działaczka społeczna i filantropka żydowskiego pochodzenia.

## Życiorys
Ludwika Wawelberg z domu Berson (Bersohn) pochodziła ze sławnej warszawskiej rodziny, jej ojcem był Zygmunt Bersohn (1814–1864), a dziadem – bankier i filantrop Majer Bersohn (1787–1873), założyciel i fundator Szpitala Dziecięcego im. Bersohnów i Baumanów w Warszawie.
Jej mężem (ślub 28 października 1869) był bankier, finansista, filantrop i działacz społeczny Hipolit Wawelberg. Wspólnie w 1898 r. utworzyli Fundację Tanich Mieszkań dla warszawskich robotników im. Hipolita i Ludwiki Wawelbergów, co pozwoliło na budowę mieszkań dla robotników na warszawskiej Woli. Pierwotnie inwestycja obejmowała trzy duże budynki z czerwonej cegły w rejonie dzisiejszych ulic Wawelberga, Górczewskiej i Działdowskiej, wchodzących obecnie w skład Kolonii Wawelberga. Postawiono na budownictwo koszarowe z dużymi oknami, które dawały maksymalną ilość światła. Łącznie wybudowano 335 mieszkań  jedno- i dwupokojowych. Kamienice wyposażone były w bieżącą wodę, własną kanalizację i zsypy na śmieci. Na każdej z kondygnacji budynków znajdował się jeden zlew i ubikacja. Ponadto na terenie znajdowała się łaźnia i pralnia. Działała szkoła i przedszkole oraz przychodnia lekarska, która oferowała wizyty domowe lekarza. Architektem kompleksu mieszkalnego był Edward Goldberg.
Małżeństwo miało córkę i dwóch synów: Jadwigę Berson, Michała Wawelberga i Wacława Wawelberga.
Ludwika Wawelberg na równi z mężem działała filantropijne. Po jego śmierci, kontynuowała dzieło Hipolita – ze środków Fundacji Tanich Mieszkań wybudowała wraz z synem Wacławem w 1927 r. budynki przeznaczone dla ubogiej inteligencji, mieszczące się obecnie przy ul. Ludwiki, nadanej na pamiątkę imienia ich fundatorki. 
Pochowana na cmentarzu żydowskim przy ulicy Okopowej w Warszawie (kwatera 20, rząd 6).

## Upamiętnienie
- W 1930 roku – ulica Ludwiki na warszawskiej Woli została nadana na pamiątkę Ludwiki Wawelberg[12].
- 21 maja 2017 roku powstał mural przedstawiający Ludwikę i Hipolita Wawelbergów namalowany na ścianie garaży znajdujących się przy ulicy Górczewskiej 15 a na terenie Kolonii Wawelberga, który powstał w ramach 3. edycji Święta Kolonii Wawelberga[13][14].

## Grób

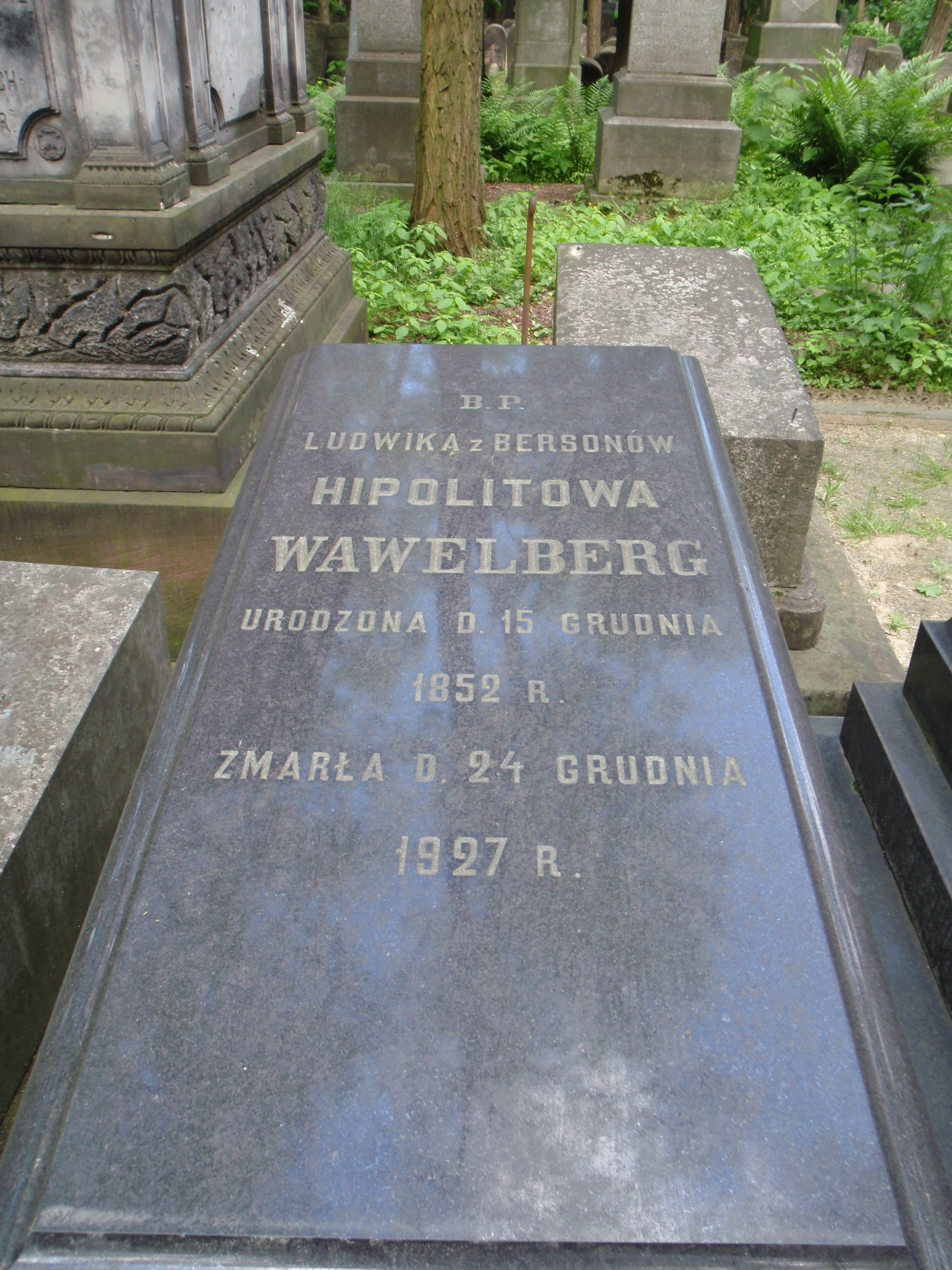
Grób Ludwiki Wawelberg
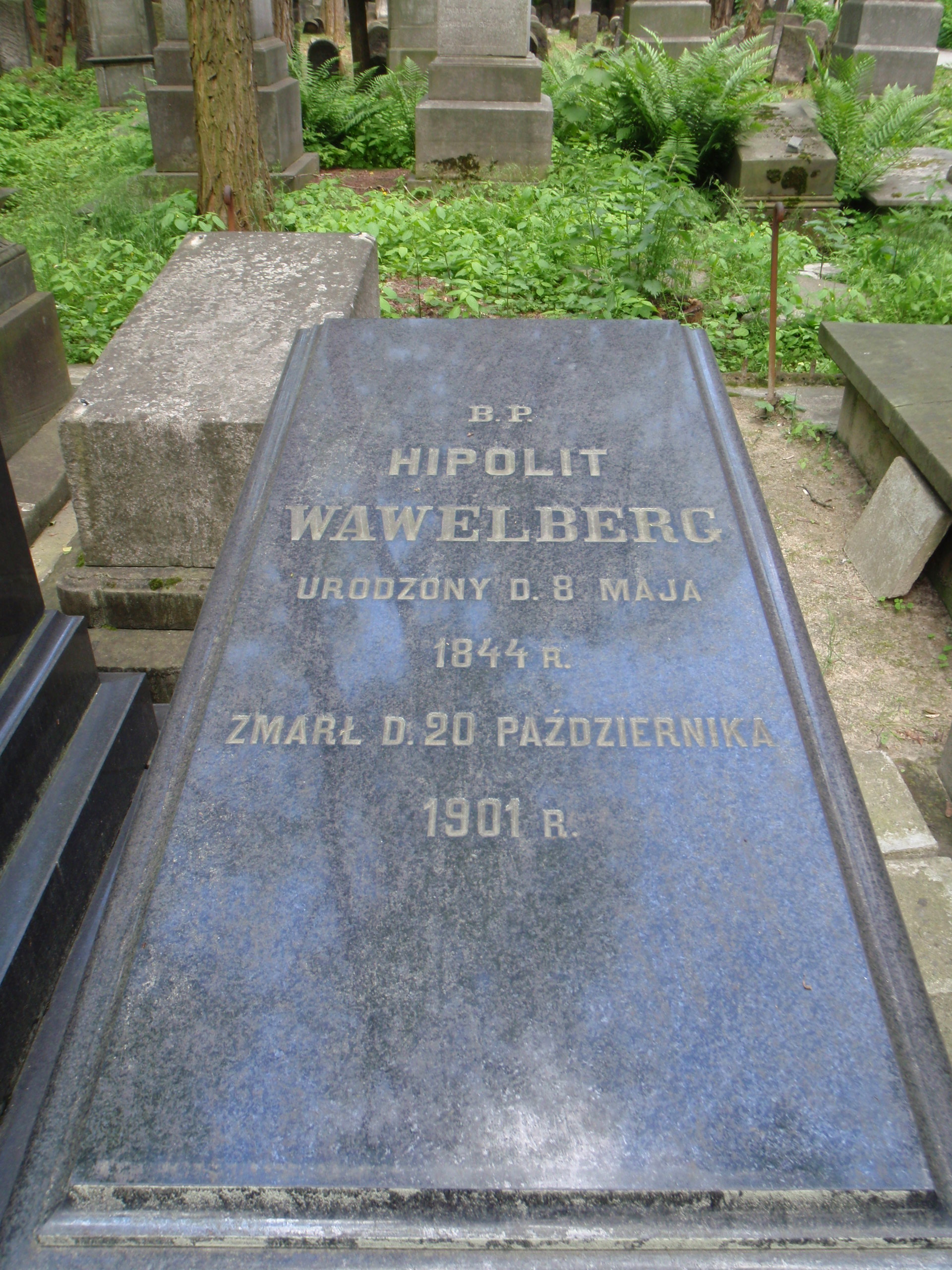
Grób Hipolita Wawelberga na cmentarzu żydowskim przy ulicy Okopowej w Warszawie